# Національна опера та балет (Софія)
Болгарський національний театр опери та балету (болг. Национална опера и балет) — театр у Софії, що веде свою історію з 1908 року, коли було засновано товариство «Болгарска оперна дружба». 1922 року отримав статус національного і названий як «Национална опера», а 1929 в театрі була сформонва і балетна трупа, після чого театр отримав сучасну назву.
Окрім оперних та балетних постановок, театр також започаткував конкурс вокалістів ім. Бориса Христова, а також програму «Отиваме на опера и балет», що дає адаптовані оперні вистави для дітей.